# Египетский музей и собрание папирусов

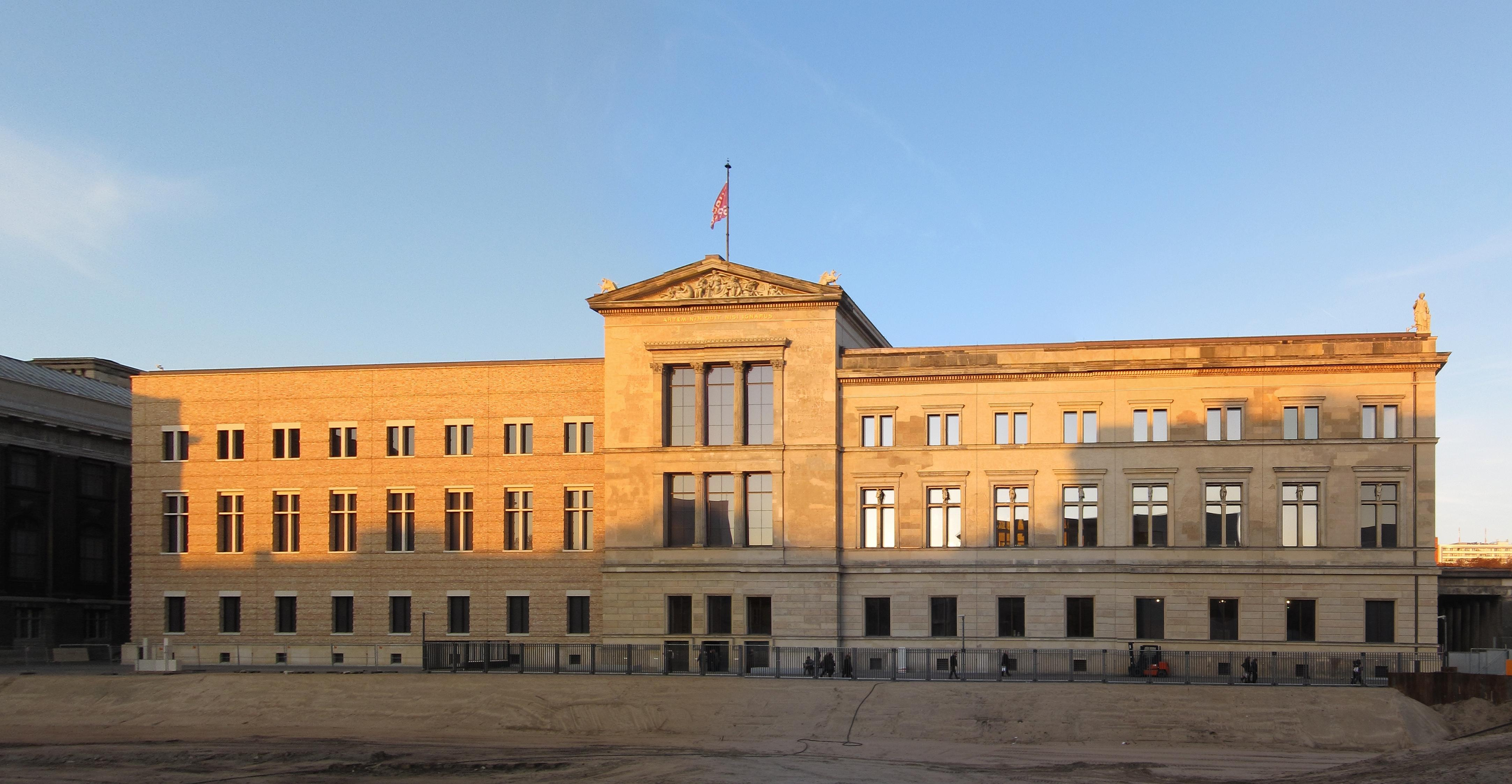
Новый музей в Берлине, где размещается коллекция Египетского музея

Египетский музей и собрание папирусов (кратко Египетский музей, нем. Ägyptisches Museum und Papyrussammlung) — музей в составе Государственных музеев Берлина. С 2009 года Египетский музей размещается в восстановленном Новом музее на Музейном острове. С 2009 года директором музея является Фридерика Зайфрид.

## История

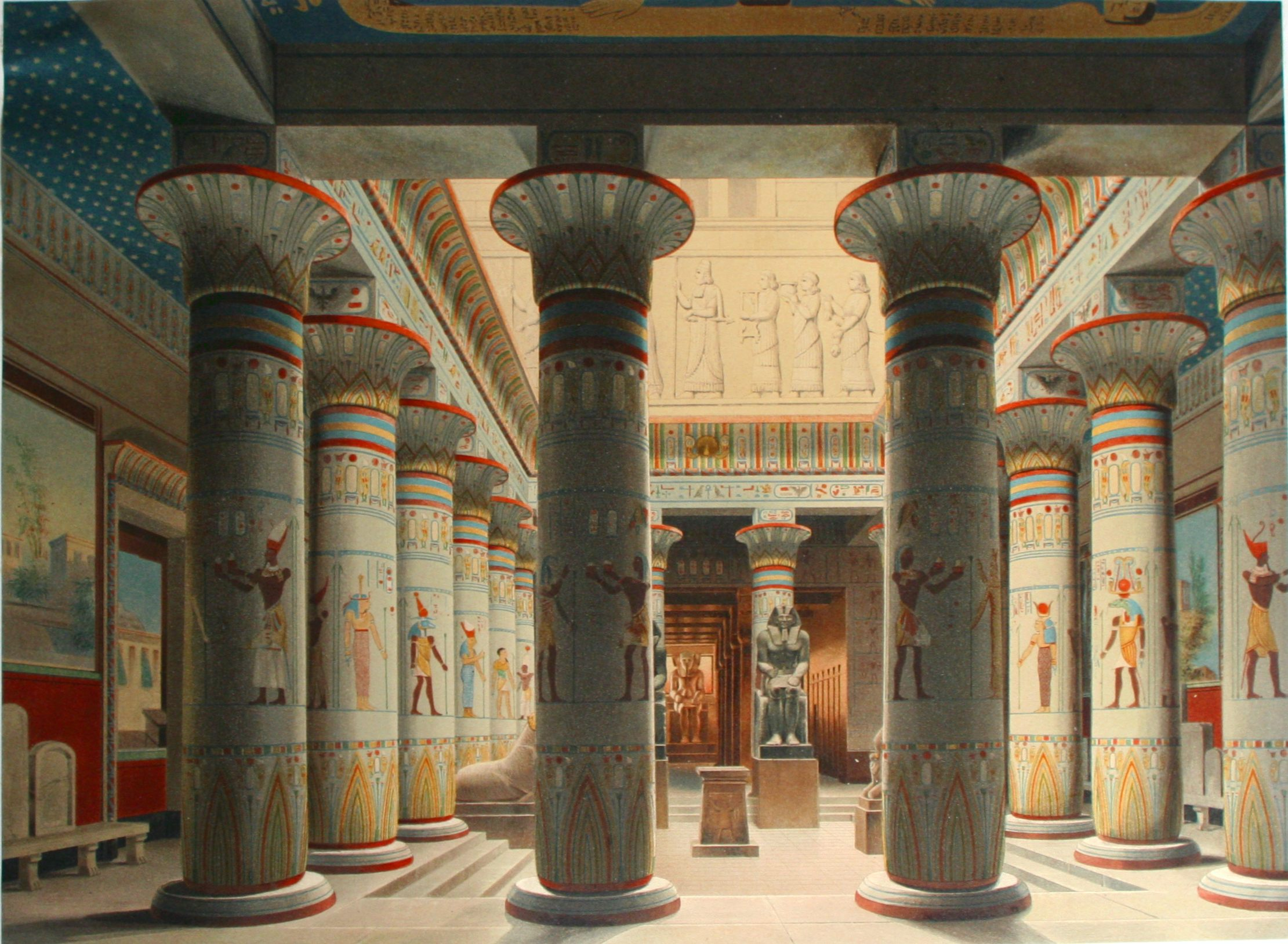
Египетский двор Нового музея. 1862

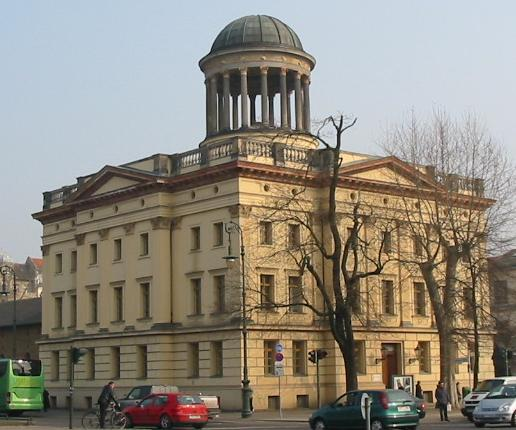
Восточное штюлеровское здание, где Египетский музей размещался в 1967—2005 годах

Египетский музей вырос из египетского отдела в собрании короля Фридриха Вильгельма III, созданного в 1828 году по рекомендации Александра фон Гумбольдта. Первым руководителем этого отдела, размещавшегося первоначально во дворце Монбижу, стал Джузеппе Пассалаква, купец из Триеста, чья коллекция археологических находок была положена в основу коллекции. Эта коллекция пополнилась экспонатами, привезёнными из экспедиции Карла Рихарда Лепсиуса в 1842—1845 годах.
В 1850 году музей получил собственное новое здание, построенное на Музейном острове по проекту Фридриха Августа Штюлера, Новый музей. В 1920 году Джеймс Симон подарил музею бюст Нефертити, самый известный экспонат коллекции. Симон финансировал раскопки, которые в египетской Амарне вёл Людвиг Борхардт, и обеспечил доставку находок в Германию.
Вторая мировая война разделила фонды музея. Новый музей в 1943 году получил серьёзные повреждения, многие экспонаты сгорели при пожаре. Собрание вывезли на хранение в разные места. Бюст Нефертити пережил войну в шахте солеварни в тюрингенском Меркерсе, а потом был перевезен в Висбаденский земельный музей.
Большая часть коллекции оказалась в Восточном Берлине и с 1958 года демонстрировалась в Музее Боде. Другая часть коллекции, переданная Западной Германией в Западный Берлин, демонстрировалась с 1967 года в Штюлеровском здании напротив дворца Шарлоттенбург.
После объединения Германии пришло время объединиться и двум частям египетской коллекции. Экспозиция Египетского музея в Музее Боде была закрыта в 1990-е годы в связи с реконструкцией здания. В августе 2005 года экспозиция из Шарлоттенбурга вернулась на Музейный остров, в Старый музей, где до 2009 года демонстрировались её наиболее значимые экспонаты небольших размеров. Новый музей по причине нехватки выставочных площадей также не может принять такие монументальные скульптурные и археологические объекты коллекции, как ворота из храмового комплекса Калабши и двор заупокойного храма Сахуры. В соответствии с мастер-планом Музейного острова их планируется демонстрировать в экспозиции будущего четвёртого корпуса Пергамского музея.

## Экспонаты

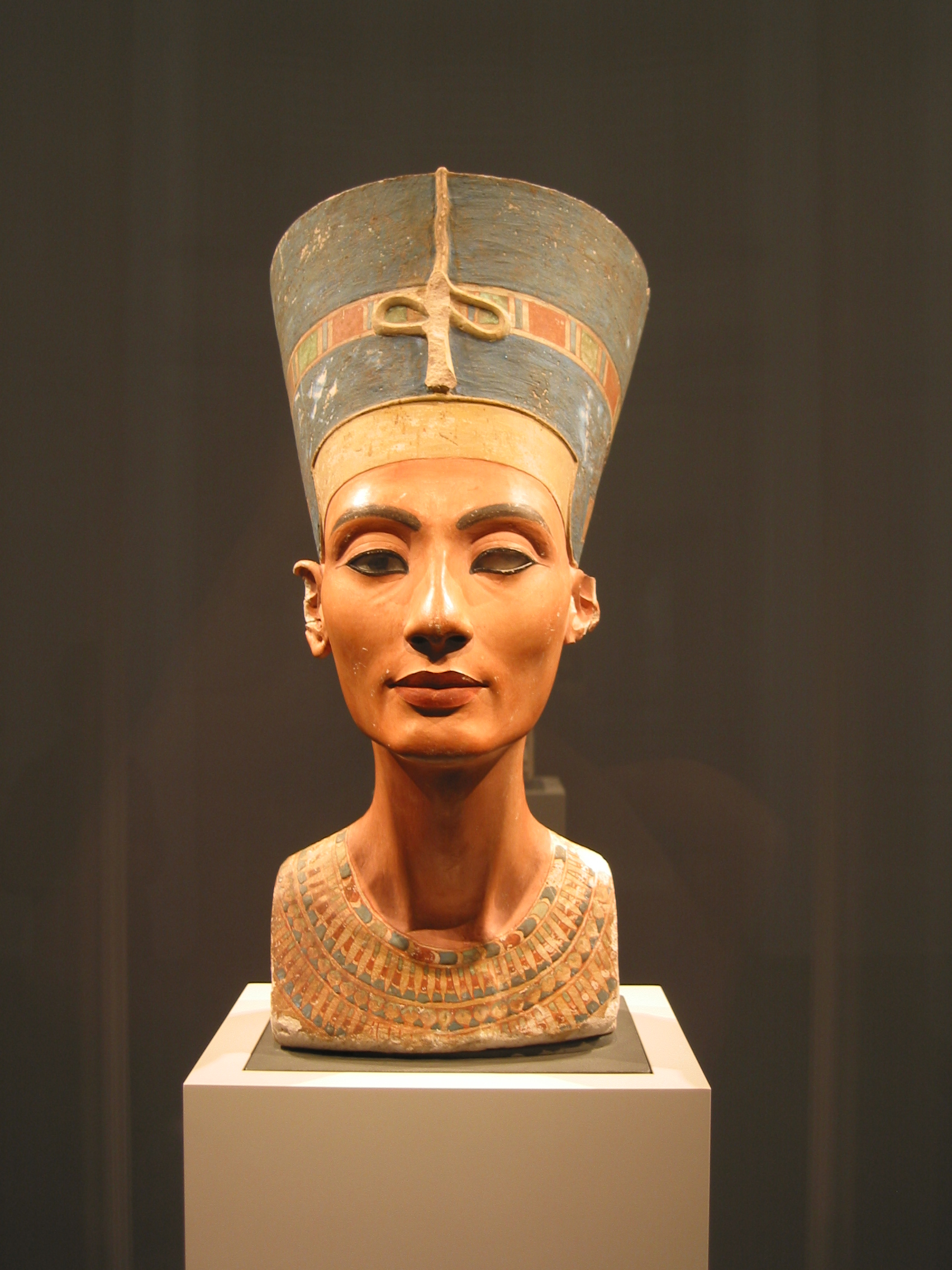
Бюст Нефертити, ок. 1338 г. до н. э.
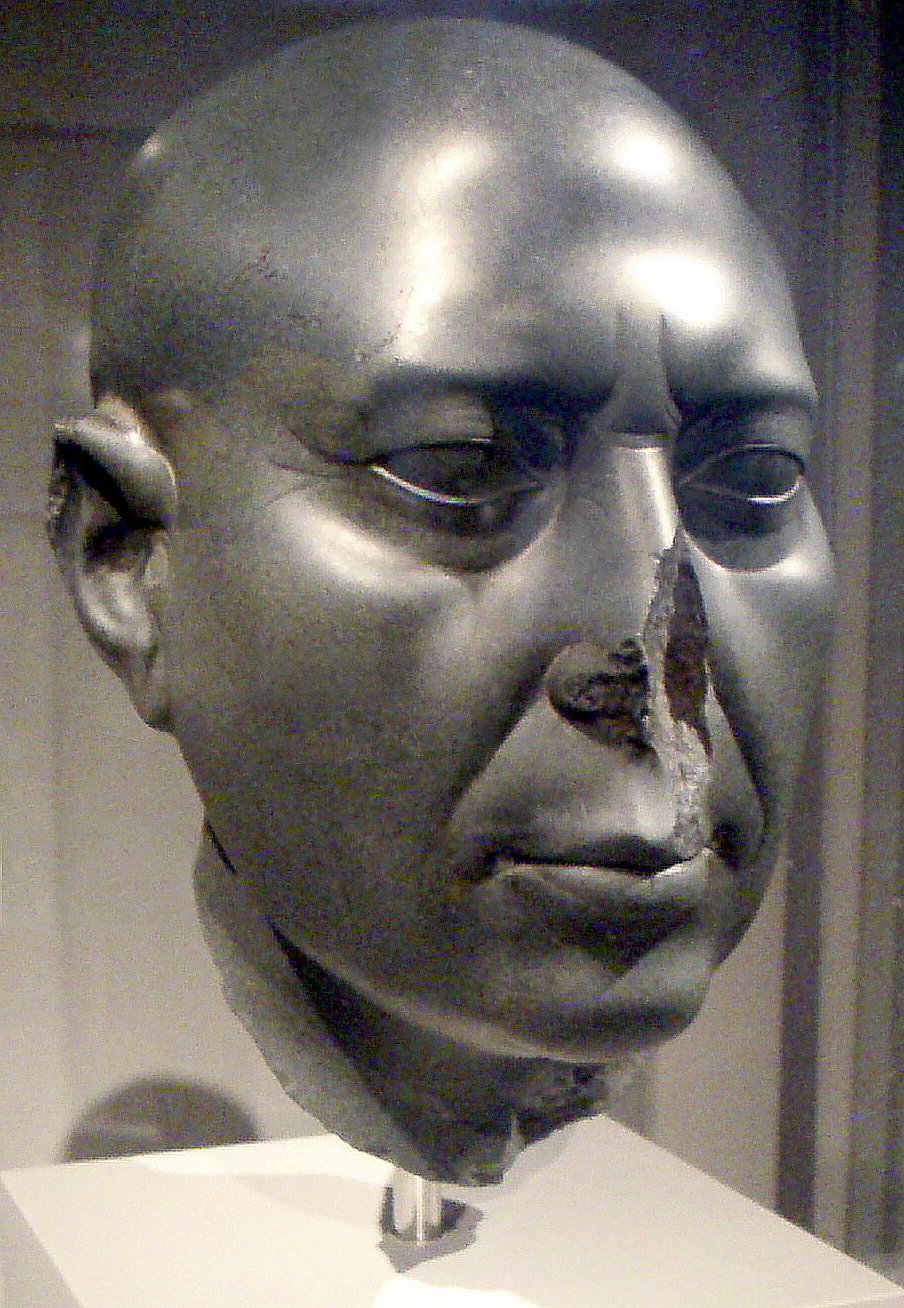
Берлинская зелёная голова, ок. 500 г. до н. э.
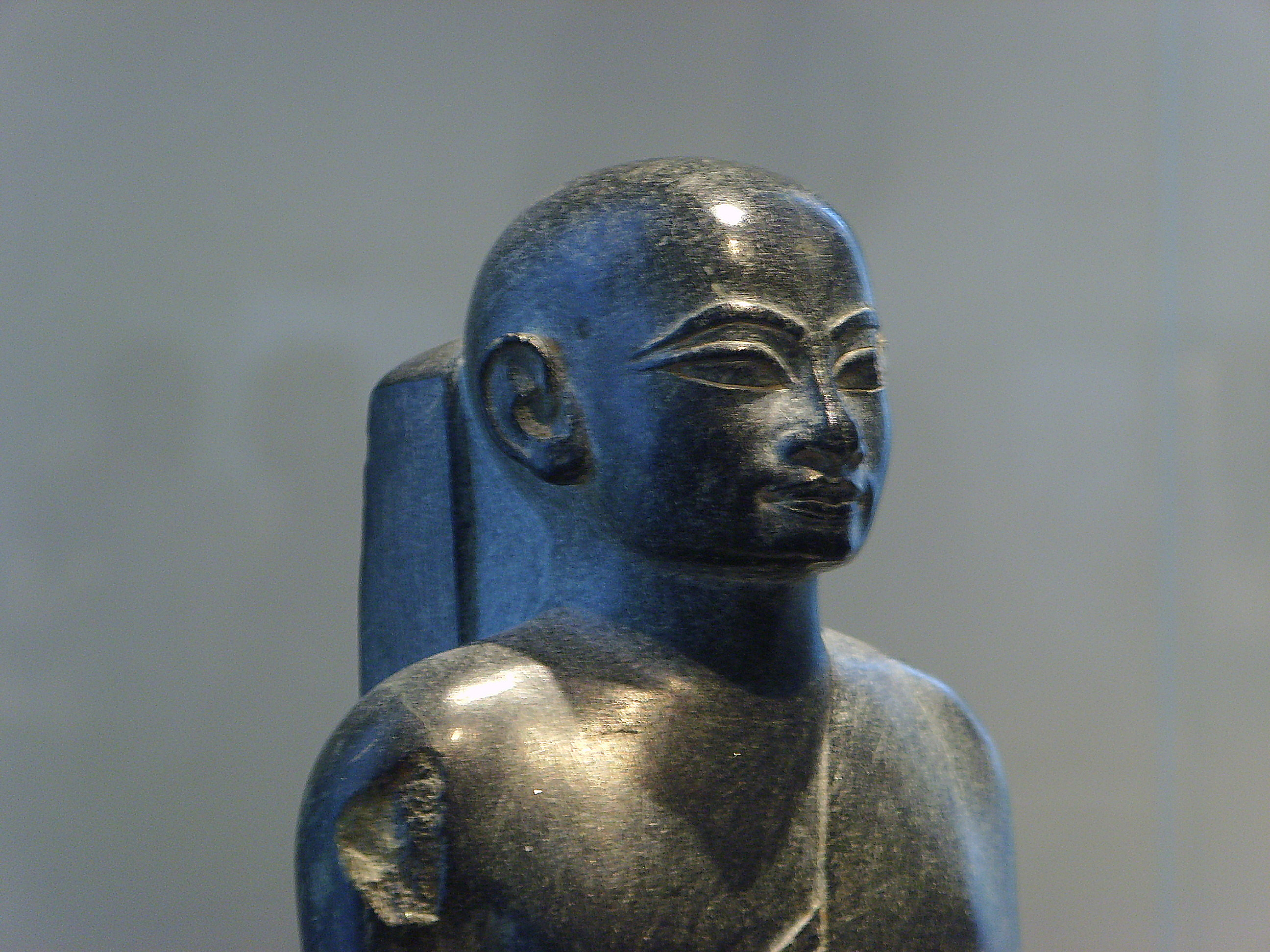
Жрец Тай-тай. Новое царство, 18-я династия, ок. 1380 г. до н. э.
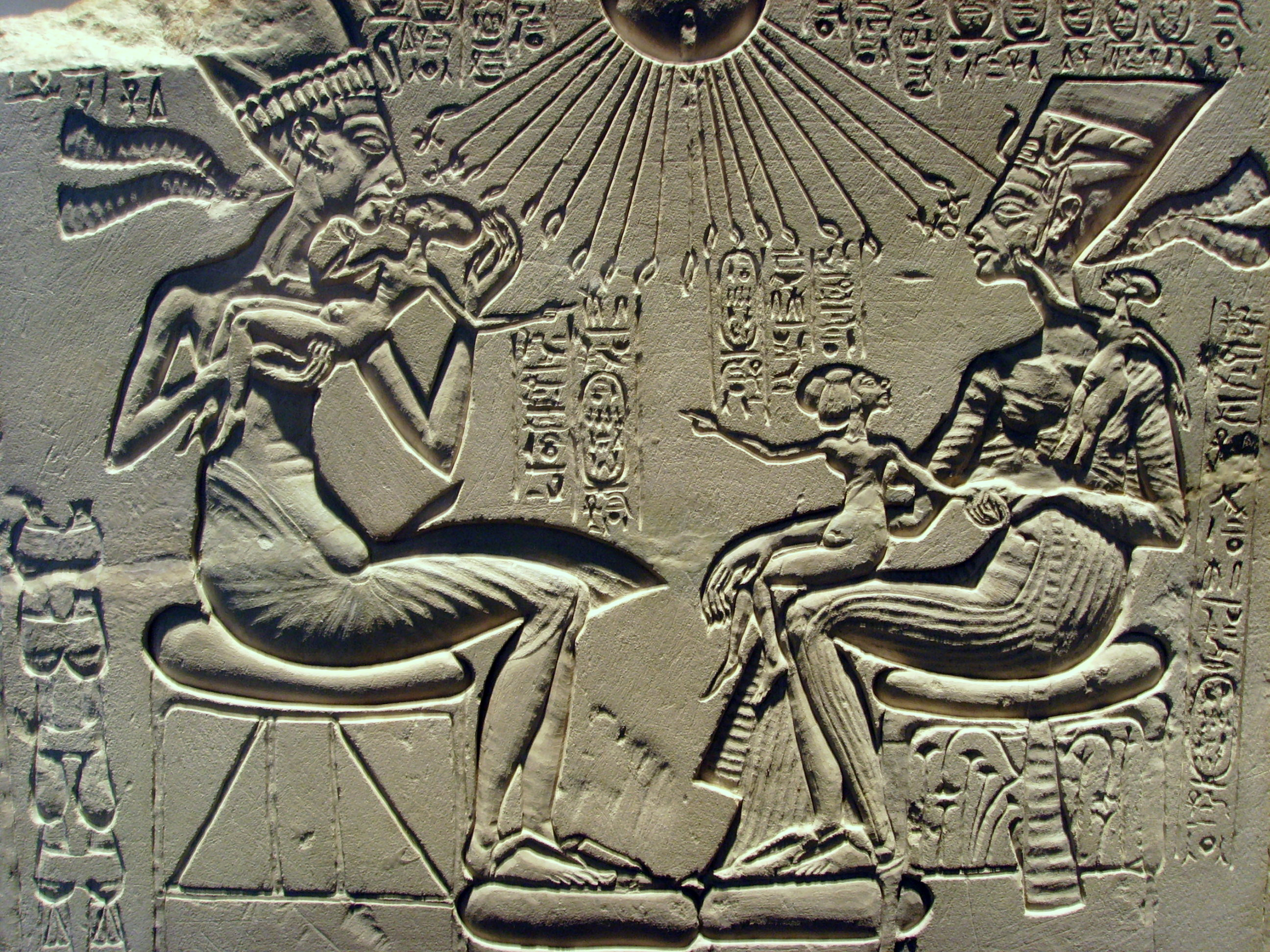
Эхнатон и Нефертити играют с детьми. Амарнский период, ок. 1350 г. до н. э.
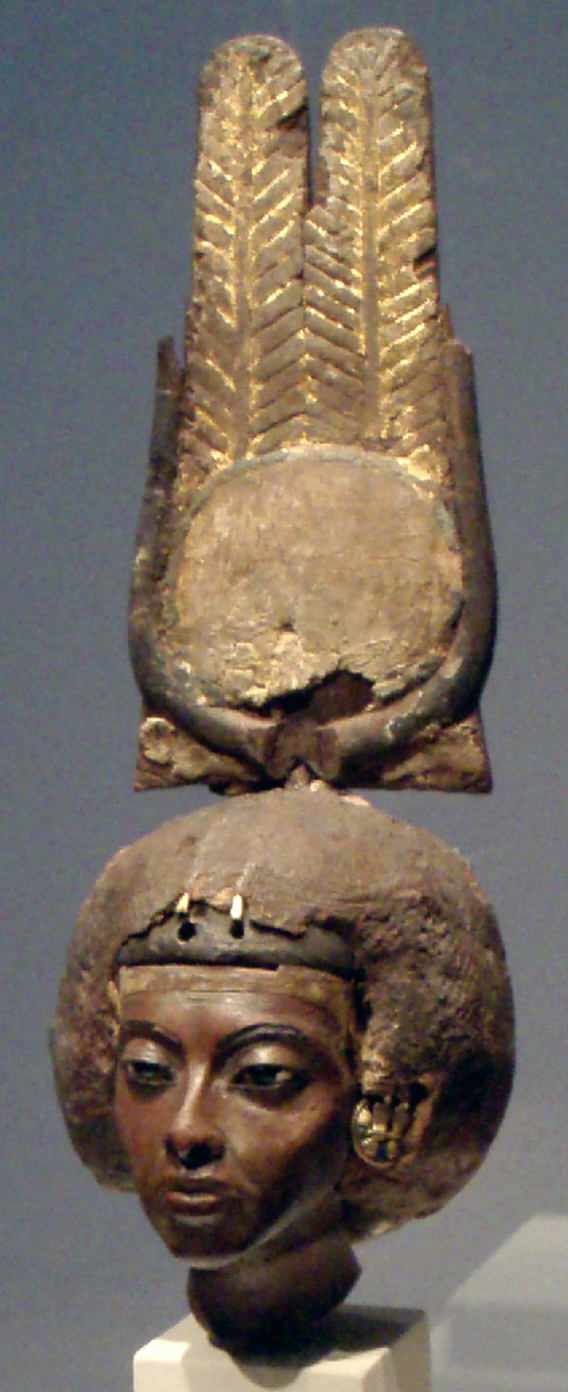
Царица Тия. Амарнский период, ок. 1355 г. до н. э.
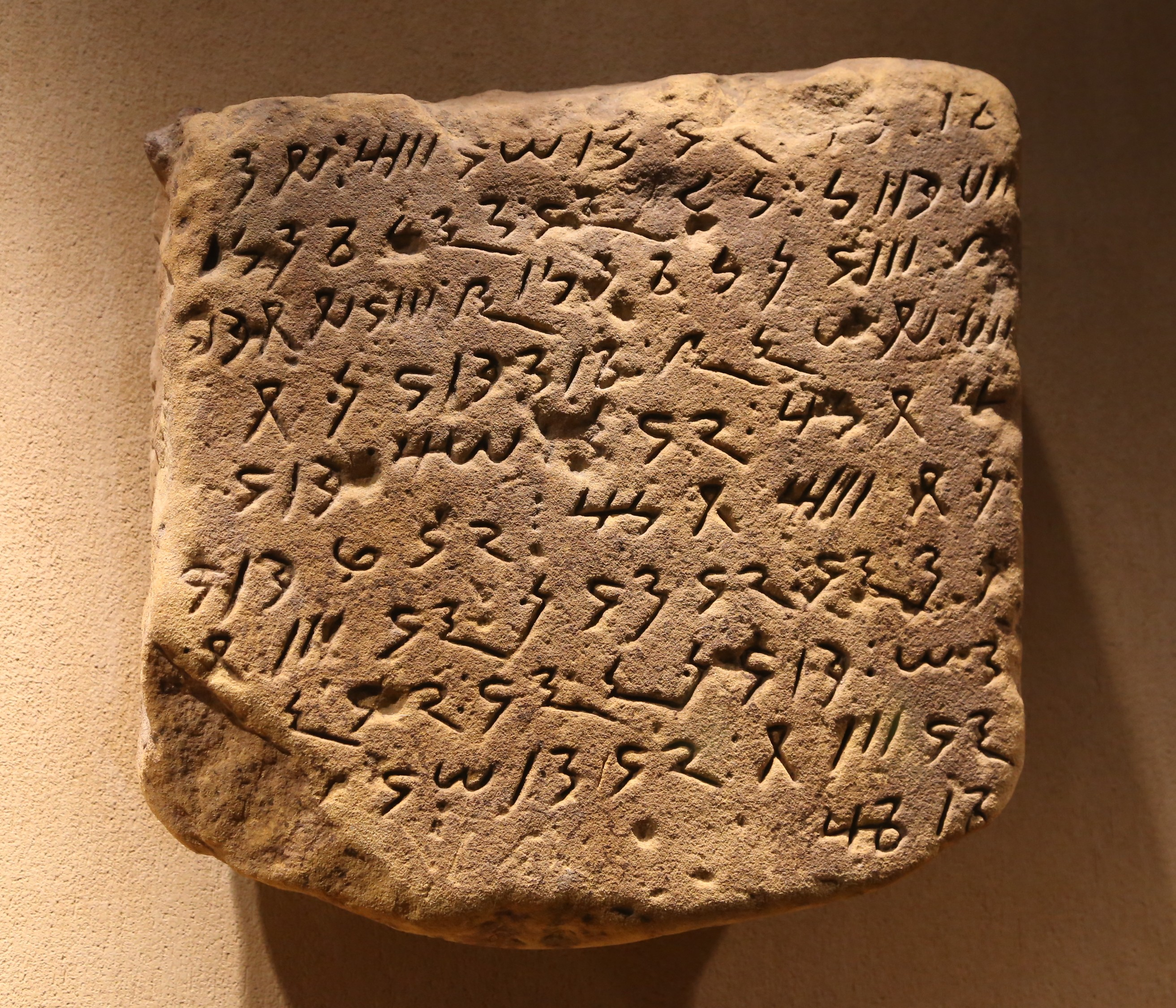
Глиняная таблица с образцом мероитского письма, ок. 1 век н.э.